# Loewia rondanii
Loewia rondanii är en tvåvingeart som först beskrevs av Villeneuve 1919.  Loewia rondanii ingår i släktet Loewia och familjen parasitflugor. Inga underarter finns listade i Catalogue of Life.